# Diferencias de género en el idioma japonés
El idioma japonés es inusual entre los idiomas más hablados en el alto grado de distinción que existe entre el lenguaje de las mujeres y el de los hombres. Las diferencias de la forma en que las chicas y chicos usan el idioma se puede detectar en niños de tan solo tres años.
Así como las diferencias son a veces llamadas «lenguaje de género», en japonés, la forma de hablar característica de las mujeres se denomina en ocasiones onna kotoba (女言葉, ‘palabras de mujeres’) o joseigo (女性語, ‘lenguaje de mujer’). Aquí el uso del «género» hace referencia al papel de géneros, no al género gramatical. Un hombre que usa palabras femeninas puede ser considerado afeminado, aunque sus frases podrían ser perfectamente correctas desde el punto de vista gramatical. En general, las palabras y expresiones consideradas masculinas se consideran asimismo rudas, vulgares o duras, mientras que las palabras y expresiones femeninas denotan una forma de hablar más formal, deferente o suaves.
No hay diferencias de género en la escritura japonesa (excepto en voces citadas), y casi no se diferencian los registros formales (teineigo), excepto cuando se usa ocasionalmente wa (y excepto por el hecho de que es más habitual que las mujeres empleen un registro formal).

## Diferencias principales en el uso del japonés
| Hablante femenino                         | Hablante masculino                         |
| ----------------------------------------- | ------------------------------------------ |
| Uso más habitual de formas educadas       | Uso menos habitual de formas educadas      |
| Uso de más partículas interrogativas      | Uso de menos partículas interrogativas     |
| No suele expresar palabras irrespetuosas  | Suele expresar más palabras irrespetuosas  |
| Uso de palabras intrínsecamente femeninas | Uso de palabras intrínsecamente masculinas |
| Uso de formas suaves en un discurso       | Uso más habitual de formas bruscas         |

### Palabras para «yo»
| Masculino o femenino |           | |
| -------------------- | --------- | --- |
| 私, わたし           | watashi   | formal. Usado con más frecuencia por mujeres, aunque es un "yo" neutro, un hombre puede sonar un poco femenino usándolo con frecuencia o en situaciones formales. |
| 私, わたくし         | watakushi | formal, usado entre hombres y mujeres; más formal que watashi. Generalmente preferido por hombres en lugar de "watashi".                                          |
| 自分, じぶん         | jibun     | usado por hombres y mujeres, significa "yo mismo". |
| うち                 | uchi      | usado por hombres y mujeres en algunos casos, especialmente cuando se habla del hogar o la familia, también usado por chicas jóvenes.                             |
| Nombre propio        |           | usado por hombres y mujeres pero más frecuente en mujeres. Gran frecuencia de uso en connotaciones femeninas.                                                     |

| Femenino |          |                                                                        |
| -------- | -------- | ---------------------------------------------------------------------- |
| あたし   | atashi   | chicas jóvenes, mujeres, hombres afeminados; suave, femenino.          |
| あたくし | atakushi | el formal de atashi; mujeres, principalmente en situaciones formales   |
| あたい   | atai     | más característico del dialecto del "centro" de Tokio; claramente rudo |

| Masculino      |         | |
| -------------- | ------- | --- |
| 僕, ぼく       | boku    | chicos y mujeres jóvenes, bastante casual; usado a día de hoy por mujeres. En canciones, usado por ambos sexos. |
| 俺, おれ       | ore     | forma informal para hombres y mujeres, lesbianas masculinas; claramente masculino, a veces vulgar               |
| 儂, わし       | washi   | Hombres maduros, ancianos                                                                                       |
| 我輩, 吾輩     | wagahai | arcaico, un poco presuntuoso                                                                                    |
| 俺様, おれさま | oresama | pomposo; chicos, hombres; compuesto por ore y el honorífico sama                                                |
| 我, 吾         | ware    | hombres, maduros.                                                                                               |

### Palabras para «tú»
| Masculino y femenino |         | |
| -------------------- | ------- | --- |
| 君, きみ             | kimi    | amigos íntimos masculinos, amantes; superiores (incluyendo mujeres) a inferiores. En canciones, usado por ambos sexos.        |
| あなた               | anata   | forma cortés neutra cuando se usa por hombres, forma habitual usada por mujeres                                               |
| そちら               | sochira | informal aunque relativamente neutral para 'tú', normalmente usado entre personas de la misma edad. Menos peyorativo que anta |
| あんた               | anta    | Contracción informal del neutro anata; puede resultar insultante                                                              |

| Masculino    |             | |
| ------------ | ----------- | --- |
| 手前         | temae       | arcaico, extremadamente hostil en su forma corrupta temee (てめえ); hombres                                                                        |
| こいつ       | koitsu      | pronombre directivo, como en "este chico"; bastante hostil                                                                                         |
| 汝           | nanji, nare | arcaico |
| お前, おまえ | omae        | directo, brusco; a veces hostil; (cuando se usa para dirigirse a la esposa o compañera sentimental): es equivalente a "querida"                    |
| 貴様         | kisama      | antiguamente era una forma extremadamente honorífica de dirigirse a alguien; en el lenguaje moderno es peyorativo, aunque no tan duro como "temee" |

| Femenino |       |                                                                                              |
| -------- | ----- | -------------------------------------------------------------------------------------------- |
| あなた   | anata | (cuando se usa para dirigirse al marido o compañero sentimental): es equivalente a "querido" |

Véase también Pronombres japoneses

### Final de oración
| Femenino |         | |
| -------- | ------- | --- |
| わ       | wa      | proporciona un tono claramente suave |
| わよ     | wa yo   | informativo |
| わね     | wa ne   | ne es una partícula interrogativa que podría traducirse como "¿Verdad?/¿no?" A veces puede aparecer al comienzo de la oración, en lugar de al final con el objetivo de suavizar |
| の       | no      | tiene un tono claramente suave; usado por niñas |
| のよ     | no yo   | informativo/firme/seguro |
| のね     | no ne   | explicativo/marcador de pregunta |
| かしら   | kashira | Me pregunto |

| Masculino |      |                                                                                     |
| --------- | ---- | ----------------------------------------------------------------------------------- |
| かい      | kai  | forma masculina de la partícula interrogativa ka                                    |
| ぞ        | zo   | enfático/informativo                                                                |
| ぜ        | ze   | enfático/informativo                                                                |
| よ        | yo   | enfático/informativo; también usado por mujeres, aunque ellas suelen usar más el wa |
| かなぁ    | kana | Me pregunto                                                                         |

## Características tradicionales del lenguaje femenino japonés
El adjetivo onnarashii (女らしい), que se puede traducir como ‘mujeril’ o ‘femenino’, hace referencias a la manera de hablar de la mujer.
Ser onnarashii supone comportarse de manera particular y seguir un estilo particular de hablar cuyos rasgos son, según Eleanor Jorden, «repetidos como una liturgia en los escritos de todas partes». Algunas de las características del modo de hablar de la mujer son el empleo de un registro más elevado, el uso de más formas educadas en más situaciones y el uso particular de palabras «intrínsecamente femeninas» (Mangajin). 
El habla femenina incluye el uso de pronombres personales específicos (véase la tabla de arriba), la omisión de la cópula da, el uso de partículas al final de frase tales como wa y un uso más frecuente de los prefijos honoríficos o y go. 
Según Katsue Akiba Reynolds, el habla femenina sirve para mantener a las mujeres japonesas en sus roles tradicionales y refleja el concepto de la sociedad japonesa de la diferencia entre hombres y mujeres. Por ejemplo, un conflicto potencial para la mujer en el trabajo consiste en que, para ser onnarashii, una mujer debe hablar educada, sumisa y humildemente, pero para infundir respeto en calidad de superior, debe ser asertiva, segura de sí misma y directa, incluso cuando habla con subordinados varones.

## Características tradicionales del lenguaje masculino japonés
Al igual que hay maneras de hablar y de comportarse que se consideran intrínsecamente femeninas, también las hay intrínsecamente masculinas. En el lenguaje hablado, otokorashii (男らしい, ‘varonil’ o ‘masculino’) significa hablar en un registro inferior, usando menos formas formales y en menos situaciones, y usando palabras intrínsecamente masculinas.
En particular, los hombres utilizan determinados pronombres personales masculinos, usan el informal («da») en lugar de la cópula «desu», usan partículas masculinas al final de frase como «zo», y usan prefijos honoríficos con menos frecuencia que la mujer.

## Diferencias de género en la sociedad moderna
A medida que la mujer ha ido conquistando papeles de liderazgo en la sociedad japonesa, las nociones de onnarashisa y otokorashisa, es decir, el comportamiento que se espera de hombres y mujeres, han evolucionado con el tiempo. Aunque hay movimientos relativamente más extremistas que claman por la eliminación de las diferencias de género en el idioma japonés, la convergencia en el uso del idioma es poco probable y puede que ni siquiera sea deseable. En lugar de ello, las tendencias en el uso real indican que las mujeres se sienten más cómodas usando características tradicionales del discurso femenino (como el wa) a la vez que mantienen una actitud asertiva en pie de igualdad con los hombres. En otras palabras, hay una disociación progresiva de la lengua y las expectativas culturales tradicionales.
Aunque las características del lenguaje masculino apenas han cambiado, se ha producido un aumento de la sensibilidad acerca de ciertos usos (como llamar a mujeres maduras -chan) que puedan considerarse ofensivos.
Los dialectos regionales a menudo pueden desempeñar un papel en la expresión y percepción de la masculinidad o feminidad de expresión en los japoneses.
Otro fenómeno reciente que influye en la estabilidad del habla femenina es la popularidad de おかま Okama, hombres muy femeninos, hombres famosos 芸能人 Geinoujin (personajes de televisión). Aunque la homosexualidad y la transexualidad siguen siendo un tema tabú en Japón, las lesbianas con rasgos masculinos y los travestis reciben el nombre de onabe o tachi.

## Problemas para los estudiantes del idioma japonés
Quizás porque la enorme mayoría de profesores de japonés son mujeres, o porque quizás de otra asociación con mujeres japonesas, como el aprendizaje a través de una novia o pareja femenina, los hombres no nativos pueden estar aprendiendo inconscientemente la forma de hablar de las mujeres, que puede dar lugar a situaciones embarazosas cuando ponen en práctica su aprendizaje del idioma. Por supuesto, la situación inversa también puede darse. Esto puede deberse también a que generalmente las mujeres japonesas usan la jerga formal con más frecuencia que los hombres, incluso en situaciones casuales. Esto, unido a que muchos cursos y libros de texto dedican bastante tiempo en la forma japonesa cortés, los hombres no nativos pueden acabar siendo considerados femeninos en situaciones informales.
Es importante que los estudiantes no nativos pasen el tiempo entre hombres y mujeres japoneses nativos para así comprender mejor las diferencias lingüísticas.
En suma al uso de pronombres referentes a uno mismo y a otros, el uso de honoríficos tales como -san, -chan, y -kun también presentan fuertes connotaciones de género, y suponen por tanto otra posible fuente de problemas para los hablantes no nativos.
La situación se complica por el hecho de que en el uso actual muchas de las diferencias entre géneros no son tan fáciles de delimitar. Por ejemplo, en muchas regiones de Japón es común que los hombres maduros se refieran a sí mismos como boku mientras que las mujeres maduras se refieren a sí mismas como ore. Además, tanto hombres como mujeres utilizan la partícula wa, aunque el significado y la pronunciación difieren.

## Problemas con la localización de videojuegos
Estas diferencias de género en el lenguaje japonés hablado provocan problemas en la localización de videojuegos. El lenguaje hablado en un videojuego es a menudo mostrado con subtítulos en pantalla. Para evitar problemas, los juegos creados en Japón usan mensajes funcionales neutrales o sencillos cuando hablan entre personajes masculinos y femeninos. Cuando este método no es factible, se crean mensajes diferentes para cada sexo y a veces para cada personaje. A causa de ello, la localización japonesa es restringida solo por hábiles traductores o por técnicas difíciles cuando se muestran bastantes personajes en pantalla.
Sin embargo, los juegos creados fuera de Japón, especialmente en Norteamérica y Europa, usan generalmente los mismos mensajes para ambos sexos. Cuando un juego no japonés se traduce al Japonés, los esfuerzos locacionales tienen dos elecciones: marcar mensajes neutrales para ambos sexos, o reducir los mensajes de forma comprensible que no puedan ser localizados en una zona de exposición limitada. Cuando la calidad de la traducción es inadecuada , un juego puede mostrar mensajes femeninos aunque el personaje que esté hablando sea masculino. La situación inversa es normalmente más aceptable, el personaje femenino puede verse poco refinado y extremadamente agresivo. 
En juegos como MMORPG, en el que un personaje jugable puede caracterizarse por edad, aspecto, y sexo, este problema es complicadamente adicional por la carencia obvia de honoríficos en versiones no japonesas. Frases sencillas como «Te ayudaré» son una pesadilla de localización potencial si un guerrero bárbaro, que normalmente usa ore, y una hechicera refinada que usualmente utiliza watakushi, son forzados a usar watashi como punto medio. Si las palabras adicionales traducidas son igualmente neutrales, este guerrero bárbaro gana un inesperado refinamiento mientras que la hechicera pierde parte de su nobleza. Dependiendo de personajes complicados, la oración puede ser gramaticalmente correcta, pero socialmente inaceptable.